# Vettura hardtop
La vettura hardtop ("tetto rigido") è una particolare tipologia di autovettura che è caratterizzata dalla presenza di un tetto avente un'elevata rigidità. 

## Definizione

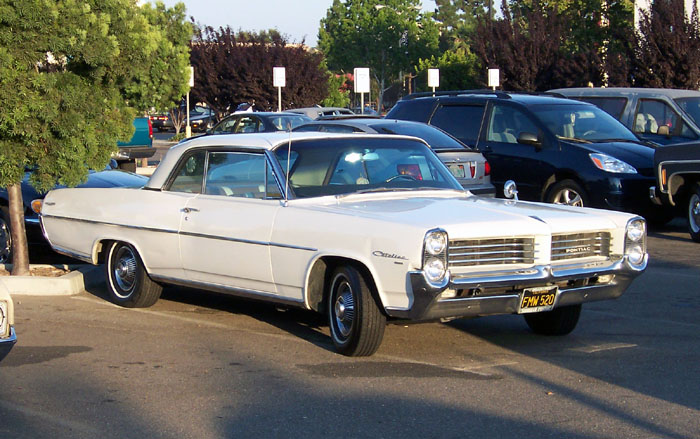
Pontiac Catalina hardtop del 1964

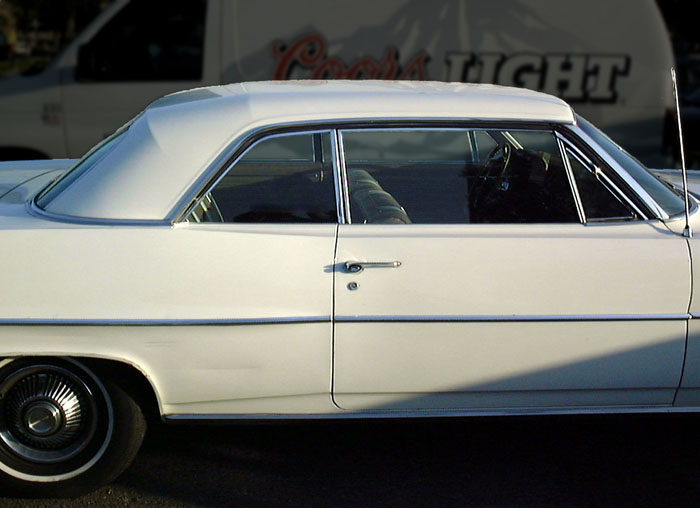
Particolare della "finta capote" di una Pontiac Catalina; notare le pieghe nel vinile del tetto che simulano la tela di una capote

Così vengono denominate quelle vetture il cui tetto è in realtà in lamiera e integrato nella carrozzeria, come per le vetture berline, ma che viene dotato di una copertura in materiale morbido, quale il vinile, che simula quella delle vetture effettivamente decappottabili. Questo stile fu molto popolare a partire dagli anni cinquanta fino a tutti gli anni settanta.

## Descrizione
In alcuni casi, per ricreare l'effetto di una vera e propria cabriolet si simulavano, nel materiale morbido del tetto, anche le pieghe esistenti su di un tetto in tessuto e veniva posto sul telaio del parabrezza anche il sistema, inutilizzabile in questo caso, di apertura di un tetto mobile.
Questa categoria si può ulteriormente suddividere in:
- pillarless hardtop, dove l'elemento chiave dello stile era dato dall'assenza dei montanti centrali del tetto e quindi dalla mancanza dei telai dei finestrini, ed una volta abbassati i finestrini tutto lo spazio delimitato dai montanti anteriore e posteriore del tetto, era disponibile.
- pillared hardtop, qualora esistono anche delle vetture che invece conservano sia i montanti sia i telai.